# Merodon monticola
Merodon monticola är en tvåvingeart som beskrevs av Villeneuve 1924. Merodon monticola ingår i släktet narcissblomflugor, och familjen blomflugor.
Artens utbredningsområde är Frankrike. Inga underarter finns listade i Catalogue of Life.